# لوتوس ۲-ایلون
لوتوس ۲-ایلون (Lotus 2-Eleven) خودرویی است که از سال ۲۰۰۷–کنون تولید شده‌است.
طراحی آن خودروهای موتور وسط عقب-محور عقب بوده است. سیستم جعبه‌دندهٔ آن ۶ دنده به صورت دستی است.